# Notonomus
Notonomus is een geslacht van kevers uit de familie van de loopkevers (Carabidae). De wetenschappelijke naam van het geslacht is voor het eerst geldig gepubliceerd in 1862 door Chaudoir.

## Soorten
Het geslacht Notonomus omvat de volgende soorten:
- Notonomus aequabilis Moore, 1960
- Notonomus aequalis Sloane, 1907
- Notonomus aeques (Castelnau, 1867)
- Notonomus amabilis (Castelnau, 1867)
- Notonomus angulosus Sloane, 1913
- Notonomus angustibasis Sloane, 1902
- Notonomus apicalis (Sloane, 1913)
- Notonomus arthuri Sloane, 1890
- Notonomus atrodermis Sloane, 1903
- Notonomus auricollis (Castelnau, 1867)
- Notonomus australasiae (Dejean, 1828)
- Notonomus australis (Castelnau, 1840)
- Notonomus bakewelli Sloane, 1902
- Notonomus banksi Sloane, 1910
- Notonomus besti Sloane, 1902
- Notonomus bodeae Sloane, 1913
- Notonomus carteri Sloane, 1907
- Notonomus chalybaeus (Dejean, 1828)
- Notonomus colossus Sloane, 1902
- Notonomus crenulatus Sloane, 1911
- Notonomus croesus (Castelnau, 1867)
- Notonomus cupricolor Sloane, 1903
- Notonomus curvicollis Sloane, 1923
- Notonomus cylindricus Sloane, 1913
- Notonomus darlingii (Castelnau, 1867)
- Notonomus dehiscens Sloane, 1923
- Notonomus depressipennis (Chaudoir, 1874)
- Notonomus dimorphicus Darlington, 1961
- Notonomus dives Sloane, 1915
- Notonomus doddi Sloane, 1913
- Notonomus dyscoloides (Motschulsky, 1865)
- Notonomus ellioti Darlington, 1961
- Notonomus ellipticus Sloane, 1923
- Notonomus excisipennis Sloane, 1902
- Notonomus fergusoni Sloane, 1910
- Notonomus flos Darlington, 1961
- Notonomus froggatti Sloane, 1902
- Notonomus frontevirens Sloane, 1916
- Notonomus gippsiensis (Castelnau, 1867)
- Notonomus gravis (Chaudoir, 1865)
- Notonomus hedleyi Sloane, 1916
- Notonomus hopsoni Sloane, 1923
- Notonomus ingratus (Chaudoir, 1865)
- Notonomus johnstoni Sloane, 1907
- Notonomus kershawi Sloane, 1902
- Notonomus kingi (W.S. Macleay, 1826)
- Notonomus kosciuskianus Sloane, 1902
- Notonomus lateralis Sloane, 1890
- Notonomus leai Sloane, 1902
- Notonomus lesueurii (Castelnau, 1867)
- Notonomus longus Sloane, 1913
- Notonomus macoyi Sloane, 1902
- Notonomus marginatus (Castelnau, 1840)
- Notonomus masculinus Darlington, 1953
- Notonomus mediosulcatus (Chaudoir, 1865)
- Notonomus melas Sloane, 1903
- Notonomus metallicus Sloane, 1913
- Notonomus miles (Castelnau, 1867)
- Notonomus minimus Sloane, 1907
- Notonomus molestus (Chaudoior, 1865)
- Notonomus montellus Darlington, 1961
- Notonomus montorum Darlington, 1961
- Notonomus muelleri Sloane, 1902
- Notonomus nitescens Sloane, 1911
- Notonomus nitidicollis (Chaudoir, 1865)
- Notonomus obscurus Moore, 1963
- Notonomus opacicollis (Chaudoir, 1865)
- Notonomus opulentus Castelnau, 1867
- Notonomus peronii (Castelnau, 1867)
- Notonomus philippi (Newman, 1842)
- Notonomus phillipsii (Castelnau, 1867)
- Notonomus planipectus Sloane, 1903
- Notonomus pluripunctatus Sloane, 1903
- Notonomus politulus (Chaudoir, 1865)
- Notonomus polli Sloane, 1913
- Notonomus prominens Sloane, 1913
- Notonomus queenslandicus Sloane, 1902
- Notonomus rainbowi Sloane, 1902
- Notonomus resplendens (Castelnau, 1867)
- Notonomus saepistriatus Sloane, 1907
- Notonomus satrapa (Castelnau, 1867)
- Notonomus scotti Sloane, 1907
- Notonomus semiplicatus (Castelnau, 1840)
- Notonomus spenceri Sloane, 1902
- Notonomus sphodroides (Dejean, 1828)
- Notonomus spurgeoni Darlington, 1953
- Notonomus striatocollis (Castelnau, 1867)
- Notonomus strzeleckianus Sloane, 1902
- Notonomus subiridescens (Chaudoir, 1865)
- Notonomus taylori Sloane, 1903
- Notonomus tenuistriatus Sloane, 1913
- Notonomus tessellatus Sloane, 1913
- Notonomus tillyardi Sloane, 1913
- Notonomus transitus Darlington, 1961
- Notonomus triplogenioides (Chaudoir, 1865)
- Notonomus truncatus Sloane, 1916
- Notonomus tubericauda Bates, 1878
- Notonomus variicollis (Chaudoir, 1865)
- Notonomus victoriensis Sloane, 1902
- Notonomus violaceus (Castelnau, 1834)
- Notonomus wentworthi Sloane, 1913
- Notonomus wilcoxii Castelnau, 1867